# Polar (genere)
Il polar è un genere cinematografico e letterario, neologismo francese nato dalla fusione dei termini poliziesco (policier) e noir, che però può comprendere anche altri generi affini, come il thriller.

## Definizione
Identifica un genere di romanzi e film dalle note cupe ed introspettive caratteristiche del noir, i cui protagonisti però sono tipicamente appartenenti alle forze dell'ordine, spesso coinvolti in un percorso catartico o di mutamento della propria esistenza. Il termine è stato coniato dalla critica francese per definire il noir nazionale di quel paese dagli anni Quaranta agli anni Settanta. Alcuni critici si riferiscono al genere col termine di "polar noir".
In Francia, tuttavia, oggi polar è un termine che spesso identifica ogni romanzo o film poliziesco-noir, non solo quelli prodotti all'interno della cultura francese, tant'è vero che riguardo a quest'ultimi si parla di "polar français".
I polar che corredano la trama poliziesca di un discorso esplicito sulla condizione sociale dei personaggi vengono definiti socio-polar.
A partire dagli anni settanta avviene un rinnovamento del genere che viene quindi definito neo-polar